# Caterina di Russia (miniserie televisiva)
Caterina di Russia (Catherine the Great) è una miniserie televisiva in due puntate del 1996 diretta da Marvin J. Chomsky e con protagonista Catherine Zeta-Jones nel ruolo di Caterina II, imperatrice di Russia dal 1762 al 1796.

## Trama
Intrappolata in un matrimonio politico e senza amore con Pietro, dissoluto nipote dell'imperatrice Elisabetta, la giovane principessa tedesca Sofia Federica Augusta, divenuta Caterina dopo essersi convertita alla religione ortodossa e aver sposato Pietro, pianifica la sua ascesa al trono. Dopo la morte di Elisabetta e l'incoronazione di Pietro, con l'aiuto dell'amante, il generale Orlov, Sofia detronizza il marito, inetto e incapace di governare, e si proclama imperatrice, diventando una delle più amate e indimenticabili regnanti di Russia con il nome di Caterina la Grande.

## Produzione
La miniserie, prodotta da ZDF, ARTE, UFA e Patrola Film con un budget di oltre 30 milioni di marchi, è stata diretta da Marvin J. Chomsky, già regista di altre due produzioni televisive tratte dalla storia russa: Pietro il Grande con Maximilian Schell, e Anastasia - L'ultima dei Romanov con Amy Irving, entrambe del 1986.
Accanto a star internazionali come Mel Ferrer, Jeanne Moreau e Omar Sharif, per il ruolo della protagonista la scelta cadde sulla giovane Catherine Zeta-Jones, attrice gallese fino ad allora sconosciuta, che riuscì a far colpo sul regista durante il provino. Hannes Jaenicke, famoso per il ricorrente ruolo di latin lover in diverse produzioni cinematografiche e televisive, venne invece scelto per il ruolo del butterato granduca Pietro. 
Per ricreare lo sfarzo della corte russa del XVIII secolo, sono stati impiegati oltre 2.000 costumi appositamente realizzati in Italia, dei quali 40 solo per il personaggio di Catherine Zeta-Jones. Allo scopo di ampliare il livello di autenticità della miniserie, grazie al notevole budget la produzione ha potuto permettersi di acquistare autentiche icone religiose e numerosi dipinti d'epoca, oltre ad avere in uso le stoviglie originali dell'imperatrice Caterina, acquistate per 250.000 marchi.
Le riprese della miniserie sono iniziate nell'estate del 1994 nei teatri di posa dello Studio Babelsberg, per poi proseguire in esterni nei giardini del Palazzo di Sanssouci e nel castello Kreuzenstein, nella bassa Austria. Alcune sequenze di storica importanza sono state realizzate in Russia, a Mosca e a San Pietroburgo.

## Distribuzione
Inizialmente prevista per la primavera del 1995, la miniserie è stata infine trasmessa in Germania in un'unica serata il 28 aprile 1996 sulla rete franco-tedesca ARTE, guadagnando ottime critiche e un notevole successo di pubblico.
In Italia, Caterina di Russia è andata in onda per la prima volta il 14 luglio 1998 in prima serata su Rai 2, sotto forma di un unico film di montaggio più corto e con diverse sottotrame completamente eliminate.
Un film analogo ma dal montaggio parzialmente diverso è stato distribuito negli Stati Uniti direct-to-video in formato VHS e DVD nel 2001 dalla casa di distribuzione A&E Home Video.